# آلان فانيكا
آلان جوزيف فانيكا جونيور من مواليد 7 ديسمبر 1976 في نيو اورلينزهو لاعب كرة قدم أمريكي شغل خطة حارس هجوم في فريقه. لعب ثلاثة عشر موسماً في الدوري الوطني لكرة القدم ، من عام 1998 إلى عام 2010.

## طفولة
درس آلان في مدرسة جون كيرتس المسيحية المتوسطة ومدرسة لامار الثانوية الموحدة في تكساس . صار الان افضل لاعب في مجاله في ولاية تكساس. وفي سن الخامسة عشرة، تم تشخيص . ; وبفضل الفحص الطبي، يمكنه الاستمرار في لعب كرة القدم.